# Чжугэ Чжань
Чжугэ Чжань (кит. трад. 諸葛瞻, упр. 诸葛瞻, пиньинь Zhūgě Zhān, 227 — 263), взрослое имя Сыюа́нь (кит. трад. 思遠, упр. 思远, пиньинь Sīyuǎn) — военный и политический деятель царства Шу периода Троецарствия в Китае.

## Биография
Чжугэ Чжань был сыном главы правительства и регента царства Чжугэ Ляна. Когда ему было 16 лет, император Лю Шань выдал за него замуж свою дочь и сделал командующим кавалерией. Впоследствии Чжугэ Чжань быстро делал карьеру как по гражданской, так и по военной линии, и в итоге стал членом имперского секретариата (правительства страны).
Чжугэ Чжань выступал за ограничение военных расходов и за замену наступательной стратегии на оборонительную, за переход от попыток уничтожить царство Вэй к укреплению страны. Однако Лю Шань предпочёл согласиться на смену стратегии на ту, что предложил Цзян Вэй. В прошлом Вэй Янь разработал механизм отражения неприятельских вторжений за счёт создания «укрытых лагерей» возле путей, ведущих в Ханьчжун. Даже после смерти Вэй Яня Шу продолжало придерживаться этой стратегии, и успешно отражало вторжения Вэй. Однако Цзян Вэй заявил, что конструкция Вэй Яня «может лишь отразить врага, но не даёт большой выгоды». Цзян Вэй предложил в случае атаки со стороны царства Вэй оставить созданные Вэй Янем лагеря и оставить свободными проходы в горах Циньлин, чтобы вэйские войска могли выйти на ханьчжунскую равнину, где они окажутся уязвимыми для контрудара царства Шу. Однако стратегия провалилась из-за того, что царство Вэй мобилизовало силы такого размера, какого Цзян Вэй не мог предположить.
Когда вэйские войска в 263 году двинулись на Шу, то план Цзянь Вэя наполовину сработал — войска Вэй беспрепятственно дошли до крепостей Хань и Юэ, куда отступили шуские войска, чтобы потом отрезать вэйцам путь к отступлению. Однако когда вэйский командующий Чжун Хуэй достиг крепостей Хань (защищаемой Цзян Бинем) и Юэ (защищаемой Ван Ханем), он не попался в расставленную ему ловушку, а оставил 10-тысячный отряд под командованием Ли Фу для блокады крепости Юэ, и 10-тысячный отряд под командованием Сюнь Кая для блокирования крепости Хань, а сам продолжил наступление. Безынициативные шуские командующие выполняли приказ Цзян Вэя об обороне городов, и позволили основным силам неприятеля пройти дальше. Узнав о провале плана Цзянь Вэя, Чжугэ Чжань собрал какие мог войска, и двинулся навстречу неприятелю в Фучэн.
Цзян Вэй сумел остановить Чжун Хуэя под Цзяньгэ, где горная местность не давала наступающим возможности реализовать почти трёхкратное численное превосходство. Не видя перспектив, Чжун Хуэй согласился на первоначально отвергнутый им план Дэн Ая наступления напрямую на Чэнду через Цзянъю. Местность, по которой собирался идти Дэн Ай, была практически непроходимой. Даже если бы удалось провести войска по горному бездорожью, лишённые снабжения они стали бы лёгкой добычей неприятеля. Однако именно по этой причине там не было войск Шу. Войска Дэн Ая, возглавляемые им лично, достигли Цзянъю после 350-километрового перехода в октябре 263 года. Шокированный их появлением в глубоком тылу Ма Мяо, на котором лежала ответственность за Цзянъю, сдался без боя. Войска Дэн Ая получили столь необходимые им отдых и продовольствие, после чего продолжили движение на Чэнду. Чжугэ Чжань вышел ему навстречу и встретил армию Дэн Ая в Мяньчжуском проходе. В состоявшемся сражении Чжугэ Чжань погиб в бою.